# Anda (Pangasinán)
Anda  es un municipio filipino de tercera categoría, situado en la isla de Luzón y perteneciente a  la provincia de Pangasinán en la Región Administrativa de Ilocos, también denominada Región I. El municipio insular debe su nombre a Simón de Anda y Salazar,  Gobernador General de las Islas Filipinas durante dos  mandatos:  1762 a 1762 y 1770 a 1776.

## Geografía
En el noroeste del golfo de Lingayen se encuentra un grupo de islas que conforman este municipio insular que está formado por una isla principal, Cabarruyán, también conocida como Isla Anda, y unos islotes de menor importancia situados alrededor.
Anda es conocida como «Madre de las cien islas» debido a su proximidad al parque nacional de las Cien Islas (The Hundred Islands National Park - Kapulo-puloan or Taytay-Bakes), conocido destino turístico por sus cuevas y playas.

## Barangays
El municipio insular de Anda se divide, a los efectos administrativos, en 21 barangayes o barrios, conforme a la siguiente relación:
| - Awile - Awag - Batiarao - Cabungan | - Carot - Dolaoan - Imbo - Macaleeng | - Macando-candong - Mal-ong - Namagbagan - Población - Roxas | - Sablig - San José - Siapar - Tondol - Tori-tori |  |

## Historia
Hasta 1842 estas islas permenecieron deshabitadas. Fue entonces cuando Andrés de la Cruz Cacho, llamado cariñosamente en Bolinao como Andales Kulayo, se establece junto con otras familias de Bolinao. Así, el 10 de mayo de 1842, se establecen el actual barrio de Dolaoan, eligiendo a San Miguel Arcángel como su santo patrón. El 25 de mayo de este mismo año los pobladorse de Carot y Cabungan eligen a Santa Lucía como santo patrón común de los dos nuevos asentamientos. El 1 de junio fue fundada Tondol y pocos días después Sablig y Macaleeng.

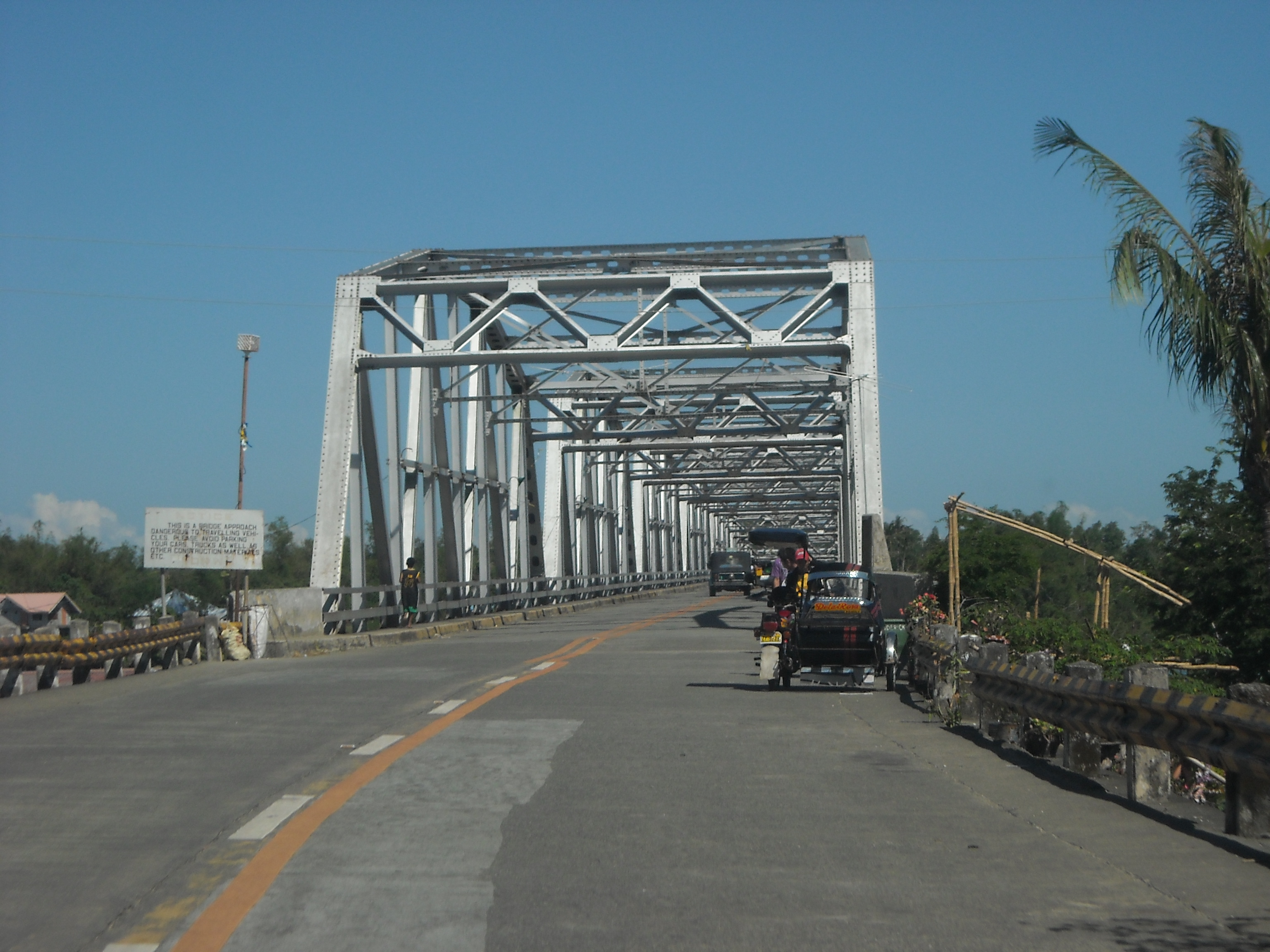
El puente que comunica Anda con la isla de Luzón.

En enero de 1849 Pablo Cacho Valerio y su Domingo redactaron la petición para la creación de un nuevo municipio, dirigiéndose al Alcalde Mayor de Zambales y al Arzobispo de Manila. La petición fue autorizada el  26 de mayo de este mismo año. Acompañado por el párrocoJuan Migrano, el Capitán Felipe Cacho Valerio, y otros funcionarios municipales de Bolinao, el Alcalde llegó a Cabarruyan para elegir un lugar adecuado para el nuevo ayuntamiento. Fue elegido como Población el barrio de  Segat en el centro de la isla, que ahora se conoce como Namagbagan.
El 20 de enero de 1850 se  expusieron los emplazamientos de la plaza, la iglesia, el ayuntamiento, el convento, el cementerio, y las calles.

### Incorporación a Pangasinán
El 7 de noviembre de 1903, durante la ocupación estadounidense, la parte norte de Zambales fue incorporada a la provincia de Pangasinán.
Concretamente los municipios de  Alaminos, Dasol, Bolinao, Anda, San Isidro de Putot, Bani, Agno e Infanta.